# Фонсгрив
Фонсгри́в (фр. Foncegrive) — коммуна во Франции, находится в регионе Бургундия. Департамент коммуны — Кот-д’Ор. Входит в состав кантона Селонже. Округ коммуны — Дижон.
Код INSEE коммуны — 21275.

## Население
Население коммуны на 2010 год составляло 150 человек.
| 1962 | 1968 | 1975 | 1982 | 1990 | 1999 | 2010 |
| ---- | ---- | ---- | ---- | ---- | ---- | ---- |
| 102  | 147  | 187  | 160  | 152  | 171  | 150  |

## Экономика
В 2010 году среди 109 человек трудоспособного возраста (15—64 лет) 78 были экономически активными, 31 — неактивными (показатель активности — 71,6 %, в 1999 году было 66,7 %). Из 78 активных жителей работали 70 человек (42 мужчины и 28 женщин), безработных было 8 (2 мужчин и 6 женщин). Среди 31 неактивных 8 человек были учениками или студентами, 11 — пенсионерами, 12 были неактивными по другим причинам.